# 2 de setembre
El 2 de setembre és el dos-cents quaranta-cinquè dia de l'any del calendari gregorià i el dos-cents quaranta-sisè en els anys de traspàs. Queden 120 dies per finalitzar l'any.

## Esdeveniments
Països catalans
- 1827 - Viella (la Vall d'Aran): el Conselh Generau d'Aran, que regia els destins de la vall des del segle xiii, s'hi reuneix per darrera vegada abans de l'època moderna.
- 1808 - Barcelona: Guerra del francès: Comença el Bloqueig de Barcelona intent de reconquesta de la ciutat de les tropes espanyoles. Acaba el 17 de desembre del mateix any amb victòria francesa.
- 1843 - Barcelona: s'hi esdevé la Jamància, una revolta popular contra el govern per la situació de gana i pobresa.
- 2004 - Barcelona: en el marc del Fòrum de les Cultures, s'hi comença a celebrar el Congrés de Moviments Humans i Immigració, que durarà fins al dia 5.

Resta del món
- 31 aC - August guanya a les forces de Marc Antoni i Cleòpatra a la decisiva Batalla d'Àccium.
- 1347 - Praga (Txèquia): Carles IV de Bohèmia i Blanca de Valois són coronats reis de Bohèmia.
- 1666 - Gran incendi de Londres.[1]
- 1752 - El Regne Unit adopta el Calendari Gregorià, prop de dos segles després que la majoria d'Europa Occidental.
- 1945
  - El Japó firma la rendició en la Segona Guerra Mundial.
  - El Vietnam declara la independència de França, que no serà reconeguda fins el 1954.
- 1945 - Cuirassat Missouri (Badia de Tòquio (Japó)): les autoritats japoneses firmen la rendició del país davant dels aliats (Segona Guerra Mundial).
- 2002 - Strépy-Bracquegnies (Bèlgica): Obertura de l'ascensor naval de Strépy-Thieu, el més llarg del món.

## Naixements
Països Catalans
- 1876 Verges, Empordà: Francesc Cambó, polític català (m. 1947).[2]
- 1888 - Ciutat de Mallorca: Margalida Amengual, Na Cativa, laica mallorquina, proclamada venerable per l'Església catòlica (m. 1919).[3]
- 1966 - Barcelona: Rafael Jofresa i Prats, jugador de bàsquet català.
- 1980 - Montgat, Maresme: Cristina Ares Cardete, política catalana.[cal citació]
- 1997 - Sabadell, Vallès Occidental: Mireia Vilapuig i Borrell, actriu catalana.

Resta del món
- 1661 - Hoenkirchen: Georg Böhm, organista i compositor alemany del Barroc (m. 1733).[4]
- 1763 - Gotinga: Caroline Schelling, intel·lectual del romanticisme alemany, traductora de Shakespeare (m. 1809).[5]
- 1766 - Filadèlfia, Pennsilvània, Estats Units: James Forten, empresari i abolicionista estatunidenc.
- 1838 - Honolulu, Hawaii: Lili'uokalani, última monarca del regne de Hawaii (m. 1917).[6]
- 1850 - Leipzig, Alemanya: Woldemar Voigt,  físic alemany, descobridor de l'efecte Voigt, i conegut principalment pels seus treballs sobre cristal·lografia, electromagnetisme i relativitat especial (m. 1919).[7]
- 1853 - Riga, Letònia, Imperi Rus: Wilhelm Ostwald, químic alemany, Premi Nobel de Química de 1909. (m. 1932).[8]
- 1877 - Eastbourne, Anglaterra: Frederick Soddy, químic anglès, Premi Nobel de Química de 1921 (m. 1956).[9]
- 1896 - Milà: Rosetta Pampanini, soprano italiana (m. 1973).[10]
- 1912 - Camerun: Ingeborg Syllm-Rapoport, metgessa alemanya, neonatòloga, que defensà la seva tesi doctoral als 102 anys.[11]
- 1916:
  - Pequín (Xina): Liu Baiyu (xinès: 刘白羽), escriptor xinès. Premi Mao Dun de Literatura de l'any 1991 (m. 2005).[12]
  - Nanquing (Xina): Wang Ping (Directora de Cinema) actriu i directora de cinema xinesa (m. 1990).[13]
- 1924 - Sacho, Colònia i Protectorat de Kenya: Daniel arap Moi, polític kenyà que va exercir com a segon president de Kenya entre 1978 i 2002 (m. 2020).[14]
- 1927 - Lech am Arlberg, Àustria: Trude Beiser, esquiadora austríaca.[15]
- 1936 - Budapest, Hongria: Andrew Stephen "Andy" Grove, científic hongarès (nascut András István Gróf), un dels primers empleats de la companyia americana Intel (m. 2016).
- 1940 - París, França: Régis Debray, filòsof i escriptor francès.[16]
- 1947 - Vilagarcía de Arousa, Espanya: Pepe Rubianes, actor galaicocatalà (m. 2009).
- 1952 - East Saint Louis, Illinois, Estats Units: Jimmy Connors, campió de tennis nord-americà retirat.[17]
- 1956 - Andújarː Micaela Navarro Garzón, política andalusa, ha estat presidenta del PSOE i vicepresidenta del Congrés.[18]
- 1959 - Quebec, Canadà: Guy Laliberté, fundador i cap del Cirque du Soleil.
- 1960 - Paramaribo: Ruth Jacott, cantant de soul surinamo neerlandesa, actriu de teatre musical.[19]
- 1964 - Beirut, Líban: Keanu Reeves, actor anglocanadenc.
- 1966 - 
  - Coatzacoalcos, Mèxic: Salma Hayek, actriu mexicana.
  - Lió, França: Oliver Panis, corredor d'automobilisme francés.
- 1967 - Frankfurt del Main, Alemanya: Andreas Möller, exfutbolista que jugava a la posició de centrecampista ofensiu.

## Necrològiques
Països Catalans
- 1623 - Vallfogona de Riucorb, Conca de Barberà: Francesc Vicent Garcia i Ferrandis, conegut amb el sobrenom de Rector de Vallfogona, poeta i eclesiàstic català (n. 1578 o 1579).[20]
- 1888 - Barcelona: Josep Viñas i Díaz, guitarrista, compositor, professor de música i director d'orquestra català (n. 1823).[21]
- 1938 - Polop, Marina Baixa: Lluïsa Vela, una de les grans sopranos de la primera part del segle xx espanyol (n. 1884).[22]
- 1970 - Milà: Mercè Llopart, soprano i mestra de cant catalana (n. 1895).[23]
- 1973 - Barcelona: Tecla Sala Miralpeix, empresària catalana (n. 1886).[24]
- 2004 - Barcelona: Joan Oró, bioquímic català (n. 1923).[25]
- 2016 - Barcelona: Ariana Benedé Jover, activista contra la leucèmia i impulsora del Projecte ARI (n. 1997).[26]
- 2018 - València: María Teresa Oller Benlloch, compositora i folklorista valenciana (n. 1920).[27]
- 2022 - Figueres: Jordi Cervelló i Garriga, violinista i compositor català (n. 1935).

Resta del món
- 1274 - Heian-kyō (actual Kyoto), Japó: el Príncep Munetaka, sisè shogun del shogunat Kamakura del Japó.[28]
- 1814 - Geòrgia: Catharine Littlefield Greene, inventora americana de la desmotadora (n. 1755).[29]
- 1899 - Louveciennes: Lydie Lemercier de Nerville: salonnière francesa del segle XIX.[30]
- 1910 - París (França): Henri Rousseau, el Duaner, pintor francès d'estil naïf (n. 1844).[31]
- 1937 - Ginebra (Suïssa): Pierre de Coubertin reinstaurador dels Jocs Olímpics de l'era moderna (n. 1863).[32]
- 1969 - Hanoi (Vietnam): Ho Chi Minh, el llavors encara president del país sud-asiàtic que exactament 24 anys enrere havia llegit la declaració d'independència del seu país (n. 1890).[33][34]
- 1973 - Bournemouth (Anglaterra): J. R. R. Tolkien, escriptor i filòleg anglès (n. 1892).[35]
- 1991 - Ciutat de Mèxic (Mèxic): Alfonso García Robles, diplomàtic mexicà, Premi Nobel de la Pau de l'any 1982 (n. 1911).[36]
- 1992 - Huntington, EUA: Barbara McClintock, botànica i genetista, Premi Nobel de Medicina o Fisiologia 1983 (n. 1902).[37]
- 1997 - Woods Hole, Falmouth, Massachusetts: Mary Sears, oceanògrafa pionera de l'oceanografia moderna (n. 1905).[38]
- 2013 - Chicago, Illinois (EUA): Ronald Coase, economista anglès, Premi Nobel d'Economia de l'any 1991 (n. 1910).[39]
- 2016 - Port-au-Prince (Haití): Isabel Sola Matas, religiosa i cooperant catalana.
- 2020 - Venècia (Itàlia): David Graeber, antropòleg i activista anarquista estatunidenc, considerat per alguns líder del moviment Occupy Wall Street (n. 1961).[40]
- 2021 - Atenes (Grècia)ː Mikis Theodorakis, fou un compositor grec. Guardonat amb el Premi Lenin de la Pau entre els pobles el 1980-82 (n. 1925).[41]
- 2023 - Bamako: Salif Keïta, futbolista malià (n. 1946).

## Santoral
Sant Moisés, alliberador (segons els catòlics i siríacs); Eleazar, fill d'Aaron (Església ortodoxa, només); Pròsper de Tarragona, bisbe; Joan IV de Constantinoble, bisbe; Antoní de Pàmies, bisbe; Santa Màxima i Sant Ansà, màrtirs; Albert i Vit de Pontida, monjos; Guillem de Roskilde, bisbe; Ingrid Elofsdotter, monja; beata Margarida de Lovaina, màrtir.